# Koddigvärri
Koddigvärri är en kulle i Finland. Den ligger i Utsjoki kommun i landskapet Lappland, i den norra delen av landet, 1 100 km norr om huvudstaden Helsingfors. Toppen på Koddigvärri är 421 meter över havet, eller 52 meter över den omgivande terrängen. Bredden vid basen är 1,7 km. Koddigvärri ingår i Paistunturit.
Terrängen runt Koddigvärri är lite kuperad. Trakten runt Koddigvärri är nära nog obefolkad, med mindre än två invånare per kvadratkilometer. Det finns inga samhällen i närheten. Omgivningarna runt Koddigvärri är i huvudsak ett öppet busklandskap.